# Amorphochelus lokobensis
Amorphochelus lokobensis är en skalbaggsart som beskrevs av Marc Lacroix 1997. Amorphochelus lokobensis ingår i släktet Amorphochelus och familjen Melolonthidae. Inga underarter finns listade i Catalogue of Life.